# Paul Lauterbur
Paul Christian Lauterbur (6. svibnja, 1929. – 27. ožujka, 2007.) bio je američki kemičar koji je podijelio Nobelovu nagradu za fiziologiju ili medicinu 2003.g. s Peter Mansfield za svoj rad koji je omogućio razvoj magnetske rezonancije (MRI). 

## Vanjske poveznice
- Nobelova nagrada - autobiografija (engl.)